# Hyperion Records
La Hyperion Records è una casa discografica britannica specializzata in dischi di musica classica.

## Storia
L'azienda prende il nome da Iperione, uno dei Titani della mitologia greca, ed è stata fondata da George Edward Perry, conosciuto con il soprannome di Ted, e da sua moglie Doreen Perry nel 1980. L'attuale direttore di Hyperion Records è Simon Perry, figlio di Ted Perry. Doreen Perry è venuta a mancare il 16 settembre 2009.
Le prime produzioni in LP comprendevano rare registrazioni di autori inglesi del XX secolo quali Robin Milford, Alan Bush e Michael Berkeley. Il successo della casa discografica è stato però suggellato da un disco di musica di Ildegarda di Bingen, ampiamente acclamato dalla critica e divenuto molto popolare, del gruppo Gothic Voices diretto dal medievalista Christopher Page.
La Hyperion è diventata famosa per la registrazione di opere poco conosciute dal grande pubblico, ravvivando in particolar modo l'interesse per i concerti per pianoforte del periodo romantico, da tempo fuoriusciti dal repertorio, per i brani di compositori romantici scozzesi e per la musica inglese del periodo compreso tra Rinascimento e barocco.
Complessivamente il numero dei titoli presenti in catalogo offre una notevole ampiezza del repertorio registrato, che include la musica che va dal XII al XXI secolo. Ricordiamo in particolare la serie di registrazioni integrali dell'opera per pianoforte di Franz Liszt registrato dal pianista Leslie Howard, dei lieder di Franz Schubert realizzati sotto la supervisione di Graham Johnson, e di molti oratori di Handel nonché opere corali di Henry Purcell sotto la direzione di Robert King. Più recentemente, Stephen Hough ha registrato le integrali dei concerti di Rachmaninov e la Rapsodia di Paganini utilizzando la partitura originale del compositore; la pianista canadese Angela Hewitt ha inciso il ciclo completo delle opere per tastiera di Johann Sebastian Bach (incluso il Clavicembalo ben temperato) e Christopher Herrick ha concluso la registrazione dell'opera integrale della musica per organo di Bach.
L'etichetta è anche rinomata per le registrazioni complete dei lieder di Richard Strauss, Robert Schumann, Felix Mendelssohn e Carl Loewe.
La Hyperion ha ricevuto numerosi premi da parte della critica discografica specializzata, tra i quali svariati Gramophone Award (inclusi i riconoscimenti di Record of the Year nel 1996, 1998, 2002 e 2010).